# Stanisław Czerniecki (Sprawiedliwy wśród Narodów Świata)
Stanisław Czerniecki – polski „Sprawiedliwy wśród Narodów Świata”.

## Życiorys
W trakcie II wojny światowej mieszkał we Lwowie (dystrykt Galicja, Generalne Gubernatorstwo), przy ul. Żyżyńskiej 6. Był zaangażowany w działalność konspiracyjną, należał do Armii Krajowej, pomagał Żydom. Z jego wsparcia skorzystał chociażby Marian Tenenbaum i jego matka. Kobieta została przez niego wywieziona do Warszawy, natomiast dla Mariana zorganizował metrykę chrztu swojego młodszego brata. Oprócz tego Czerniecki pomagał innym Żydom, zapewniając im bezpieczny byt w ukryciu przed Niemcami. Załatwiał m.in. fałszywe dokumenty i pomagał w dotarciu do granicy Generalnego Gubernatorstwa. W relacji dla Yad Vashem zaświadczyła o tym np. Cyla Rozencweig, jedna z osób, którym papiery dostarczone przez Stanisława pomogły wydostać się z okupowanego kraju. Ona z synkiem uciekła wówczas do Rumunii, a po wojnie wróciła do Polski.
13 grudnia 1989 r. Instytut Jad Waszem uhonorował Stanisława Czernieckiego medalem „Sprawiedliwy wśród Narodów Świata”.